# پرچم اسلوونی
پرچم اسلوونی برای اولین بار در ۱۹۹۱ به رسمیت شناخته شد. به‌عنوان پرچم ملی و نشان نیروی دریایی شناخته می‌شود و همچنین دارای تناسب ۱:۲ می‌باشد.